# Électro-Renard
Électro-Renard war ein französischer Hersteller von Automobilen.

## Unternehmensgeschichte
Das Unternehmen aus Lyon begann 1943 mit der Produktion von Automobilen. Der Markenname lautete Électro-Renard. 1946 endete die Produktion.

## Fahrzeuge
Im Angebot standen Elektroautos. Für den Antrieb sorgte ein Elektromotor. Die Karosserie bot Platz für zwei Personen. Die Reichweite war mit 72 km angegeben.